# لوئیس د موسکوسو آلوارادو
لوئیس د موسکوسو آلوارادو (به انگلیسی: Luis de Moscoso Alvarado) (۱۵۰۵-۱۵۵۱) یک جهانگرد و کنکیستادور بود.

## اوایل زندگی
لوئیس د موسکوسو آلوارادو در سال ۱۵۰۵ در باداخوس، اسپانیا متولد شد. او فرزند آلونسو هرناندز دئواستودو مسکووا د موسکوسو و ایزابل آلوارادو و اهل سافرا بود. وی دارای دو برادر بود. عموی او پدرو دآلوارادو یک کنکیستادور بود که در فتح مکزیک و آمریکای مرکزی نقش مهمی داشت.

## حرفه

### سفر با پدرو دآلوارادو

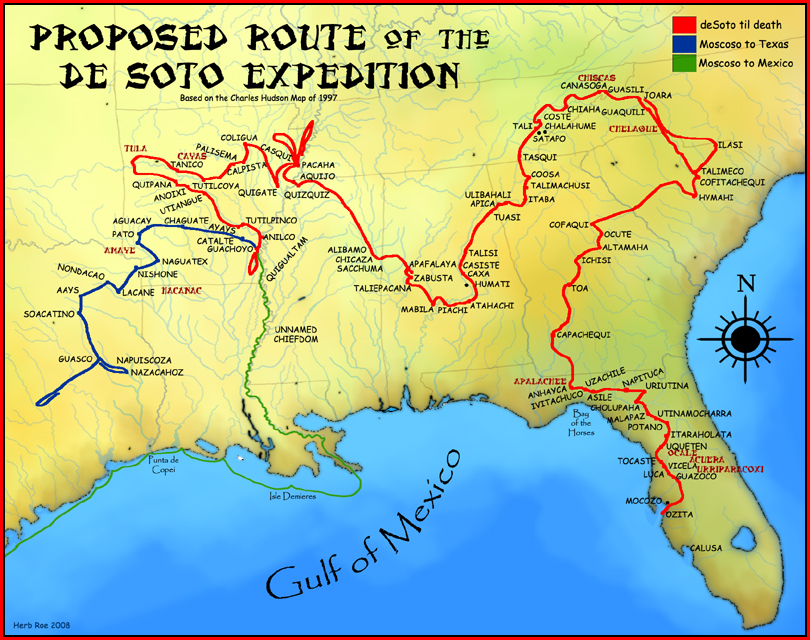
مسیر سفرهای د سوتو و د موسکوسو ۱۹۹۷.

آلوارادو با عموی خود در سفرهای آمریکایی همراه شد و در فتح مکزیک، گواتمالا و السالوادور حضور داشت. در سال ۱۵۳۰ آلوارادو برای بنیان مستعمره به السالوادور فرستاده شد. در ۸ می ۱۵۳۰ آلوارادو شهر سان میگوئل د لا فرونترا را در بخش کنونی استان سان میگوئل تأسیس کرد. در سال ۱۵۳۴ او با عمویش به پرو سفر کرد که منجر به فتح اکوادور گشت. او و پدرو چندین قبیله را در استان منابی کشف کردند.

## سفر با ارناندو د سوتو
پس از بازگشت به پرو او و دو برادرش به کار با ارناندو د سوتو پرداختند.

آلوارادو در سال ۱۵۳۶ به دلیل اختلاف بین دیه‌گو د آلماگرو و فرانسیسکو پیزارو به اسپانیا بازگشت. در اسپانیا به دلیل استفاده نادرست از ثروت او به پرو بازگشت. او بندر سنلوکار د برامدا با نیروهای سوتو ترک کرد و فرمانده یکی از هفت کشتی آن ناوگان را بر عهده داشت.

در ۷ آوریل ۱۵۳۸ او با یک عملیات از طریق کوبا به ساحل فلوریدا رسید. آلوارادو عنوان فرمانده میدان را به دست آورد و این عنوان را تا حادثه‌ای با گروه بومیان چیکاسوا در ماه مارس ۱۵۴۱ حفظ کرد. در این حادثه بسیاری از اسب‌ها و دوازده اسپانیایی به علت خطای آلوارادو جان خود را از دست دادند. د سوتو در تاریخ ۲۱ می ۱۵۴۲ درگذشت. پس از مشورت با رهبران دیگر آلوارادو تصمیم به ترک مأموریت برای پیدا کردن مستعمره و بازگشت به مکزیک کرد.

## سفرهای خودش
آلوارادو و ارتش او به سمت غرب رفتند و به شمال غربی لوئیزیانا و تگزاس رسیدند. آن‌ها در طول راه با شهروندان کادوآن میسیسیپی مواجه شدند، اما فاقد مترجم برای برقراری ارتباط با آن‌ها بودند و در نهایت به سرزمینهای بسیار خشک برای کشت ذرت رفتند و جمعیت بسیار کمتری داشتند تا غذاهای خود را از طریق مردم محلی تهیه کنند.

در طول زمستان ۱۵۴۲ آن‌ها هفت برگرن یا کشتی کوچک را ساختند که به دنبال مسیر آب به مکزیک بود. در 2 ژوئیه 1543 آن‌ها از ۶۰۰ نفر به ۳۲۲ نفر کاهش پیدا کردند. گروه آلوارادو در ۱۶ ژوئیه ۱۵۴۳ آن را به سواحل خلیج رساند و در امتداد سواحل لوئیزیانا و تگزاس به سمت غرب حرکت کرد. این گروه بعضی از خلیج‌های تگزاس را قبل از رسیدن به رودخانه پانوکو کشف کردند و سپس به مکزیکو سیتی سفر کردند. او دو نامه نیز برای کارل پنجم پادشاه وقت پادشاهی کاستیل نوشت.

## زندگی شخصی
پس از ارسال نامه به پادشاه اسپانیا، آلوارادو با لئونور (دختر عمویش پدرو د الورادو) در مکزیکو سیتی ازدواج کرد.

## میراث
گذرگاه موسکا در پارک ملی تل‌ماسه‌های بزرگ در شهرستان آلاموسا، کلرادو به نام لوئیس د موسکوسو آلوارادو نامگذاری شد.